# Szatra (namiot)

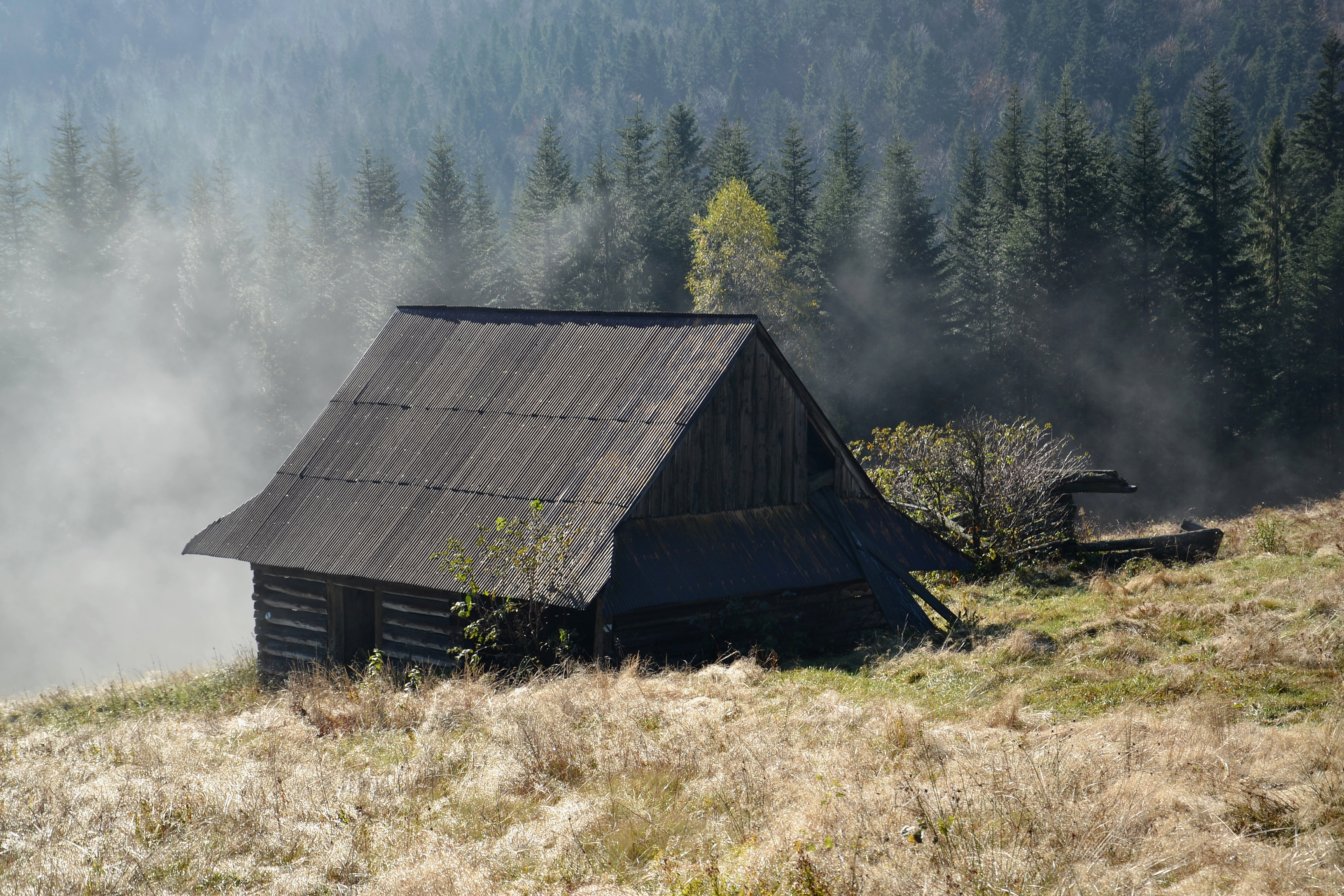
Szatra w Gorcach.

Szatra (z węg. sátor - namiot) – gwarowe określenie budynku mieszkalnego pasterzy, a także taboru cygańskiego.

Święto zgody razem i zakładziny grodu obchodzić miano. Pierwszego dnia czekali wszyscy w polu, szałasy i szatry skleciwszy, drugiego dopiero uroczystość rozpocząć się miała.